# تن باله‌دراز
تون باله‌دراز (نام علمی: Thunnus alalunga) نام یک گونه از سرده ماگورو است.

## نگارخانه

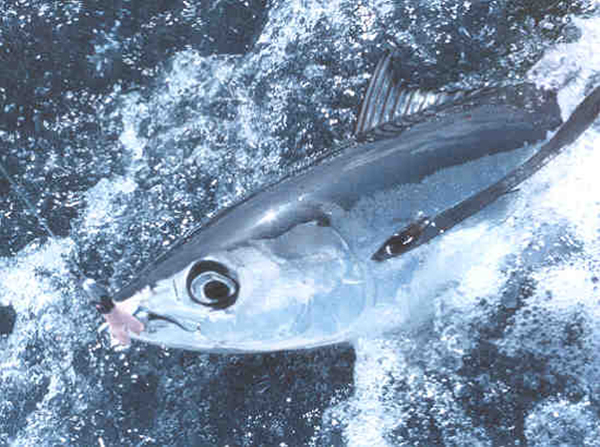
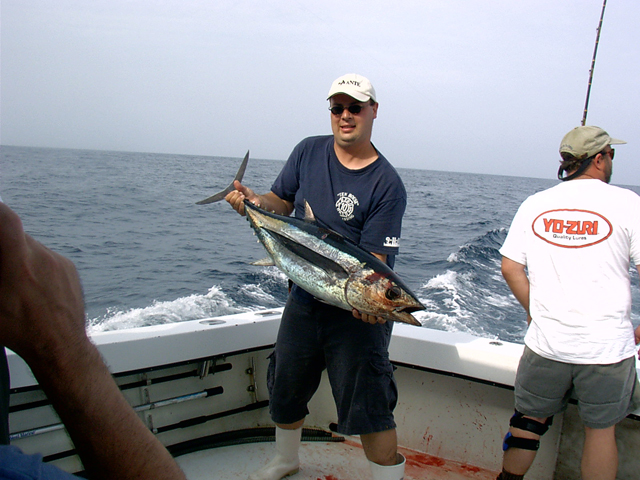
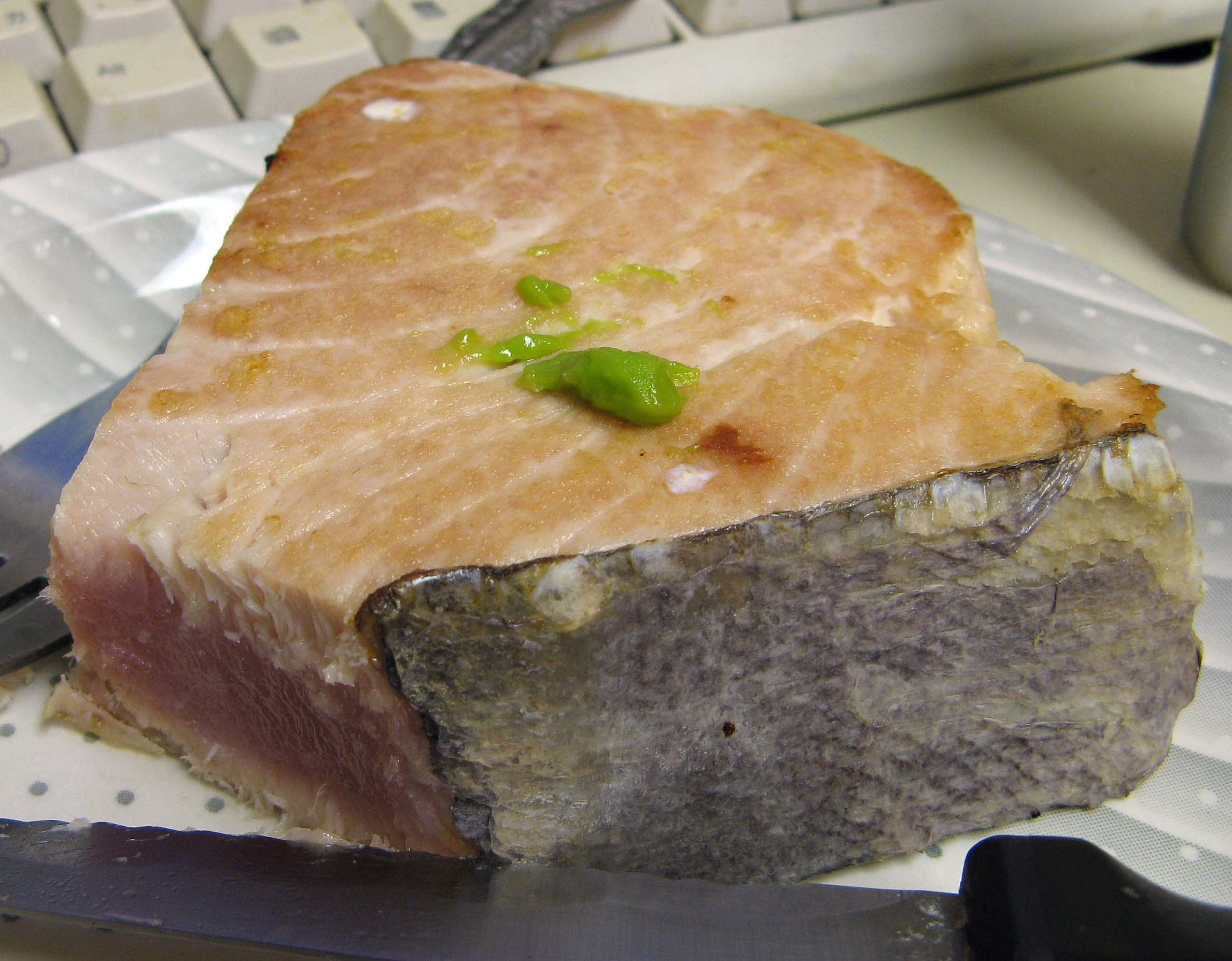